# 和尚洲樓子厝
和尚洲樓子厝，原稱樓仔厝，是臺灣新北市蘆洲區的一個地名，也是全區行政中心所在地，位於該區中部及東部，範圍大致包括水河里南部、樓厝里、復興里、福安里、鷺江里、保和里、玉清里、信義里、仁愛里。

## 歷史
台灣清治末期至日治前期，和尚洲樓子厝地區為一街庄，稱為「樓仔厝庄」，隸屬於芝蘭二堡。該庄東北隔淡水河與中洲埔庄、溪洲底庄相望，東南與三重埔庄為鄰，南邊為溪墘庄，西邊為中路庄、水湳庄。
1901年（日治明治三十四年）11月，該庄隸屬於臺北廳，編入第十四區。1906年（明治三十九年）1月，第十四區改名「和尚洲區」。1920年（大正九年），該庄改制並改名為「和尚洲樓子厝」大字，隸屬於臺北州新莊郡鷺洲庄。
戰後鷺洲庄改制為鷺洲鄉，隸屬於臺北縣，大字亦改制為村。1947年，三重、蘆洲分治，該地區更名蘆洲鄉。1998年，蘆洲鄉升格為蘆洲市，村亦改制為里。2010年12月，因應臺北縣升格為新北市，蘆洲市改制為蘆洲區。

## 交通
台北捷運中和新蘆線經過和尚洲樓子厝地區西南部，並設有三民高中站，隣近居民可由此路線及相關路網快速前往大台北地區各地，或至台北車站轉搭高鐵、台鐵或客運前往全台各地。捷運蘆洲機廠位於本地區西北端，昔日為沼澤地。
縣道103號（三民路）經過本地區西南部，往西北轉北可前往五股、八里，往東南可前往三重。縣道103甲（集賢路）經過本地區東南端，往西南可接主線，往東北轉東南經重陽橋可進入社子地區。

## 學校
- 三民高中（大部分）
- 蘆洲國小
- 鷺江國小

## 文化資產
- 蘆洲保和宮（直轄市定古蹟）

## 其他廟宇
- 蘆洲湧蓮寺